# Bildung. Ein Essay
Bildung. Ein Essay ist eine Schrift des deutschen Pädagogen Hartmut von Hentig. Zuerst erschienen 1996 im Hanser Verlag, ist sie als grundlegender Beitrag zur Bildungsdiskussion in Deutschland anerkannt.
Sie verfolgt die Absicht, aus der Frage heraus, was Bildung eigentlich sei, „Maßstäbe“ für Bildung zu formulieren.

## Kriterien für Bildung
Im Verlauf der Arbeit entwickelt von Hentig sechs solcher Bildungskriterien:

### Abscheu und Abwehr von Unmenschlichkeit
Menschlichkeit sei eine zu hohe Forderung. Aber: „Wo Unmenschlichkeit erkannt wird – im eigenen Verhalten, in den Lebensumständen, in den Taten anderer, vor allem der Mächtigen –, ist das Wichtigste in Gang gesetzt: die Unruhe über ihre Ursachen, das Nachdenken über eine mir und dir mögliche Menschlichkeit, ein Stück Verantwortung für die Welt, in der wir leben.“

### Die Wahrnehmung von Glück
Glück und Freude gibt es auch ohne Bildung. Das Kriterium soll aber heißen: „Wo gar kein Glück aufkommt, war keine oder die falsche Bildung; es sagt sodann: Bildung soll Glücksmöglichkeiten eröffnen, Glücksempfänglichkeit, eine Verantwortung für das eigene Glück.“

### Die Fähigkeit und der Wille, sich zu verständigen
Die Forderung nach einem Weltethos gehe zu weit. Genügend Wertgemeinsamkeit gibt es noch nicht auf der Welt. Sie kann nur aus Verständigung in vielen konkreten Fällen entstehen.
Bildung soll diese ermöglichen und die Einsicht respektive das Verständnis untereinander fördern und vertiefen.

### Ein Bewusstsein von der Geschichtlichkeit der eigenen Existenz
Wir leben alle in Kulturen, z. T. in Mischkulturen. Diese Kulturen geraten zueinander in Widerspruch.
Das geforderte Bewusstsein sagt mir,
- dass Kulturen lange brauchen, um zu entstehen,
- dass sie das Haus der einzelnen Menschen sind, aber nur Kammern der Menschheit,
- dass sie zerstörbar sind,
- dass ihr Tod schnell eintreten kann und unwiderruflich ist.
Es hilft nicht, Konflikte zwischen Kulturen zu verhindern, sondern nur dazu, sie zu mildern. Dabei wäre der Glaube gefährlich, eine Einwanderungskultur ließe sich in der neuen Umgebung unverändert und lebendig erhalten, ebenso wie der Anspruch, „sie werde im ständigen Austausch mit der Umgebung allmählich in unserer rationalen Verfahrenskultur aufgehen.“

### Wachheit für letzte Fragen
Es geht dabei um philosophische und religiöse Fragen wie die nach dem Sinn des Lebens, nach Gott, nach der Möglichkeit von Freiheit.
Letzte Fragen im religiösen Sinn sind: „Woher komme ich?“, „Wohin gehe ich?“, „Was ist der Sinn?“.
Diese letzten Fragen können die Frage nach Gott wecken.

### Bereitschaft zur Selbstverantwortung und Verantwortung in der res publica (Gemeinwesen)
„Der Satz: ‚Das hätten sie mir beibringen sollen; das hat man mir nicht gesagt!‘ bezeugt, dass die Bildung an diesem Menschen nicht geleistet hat, was sie leisten soll. Der Gebildete nimmt seine Bildung selbst in die Hand.“ Verantwortung heißt allerdings mehr: „Ich schulde meinen Bürgern Rechenschaft nicht für alles, aber für alles, was auch sie betrifft. Und ich bin insofern für mich verantwortlich. Ich kann und darf mich dabei nicht hinter andere verkriechen – Eltern, Lehrer, Vorgesetzte, Mehrheiten, meinen Stand, meine Familie, ja nicht einmal hinter dem geltenden Gesetz.“ Das bedeutet aber zugleich, dass wir alle gemeinsam in unserem Gemeinwesen darauf achten, dass alle Bürger diese Verantwortung wahrnehmen. „Darum ist eine Bildung, die nicht zur Politik führt, mich also nicht zur Wahrnehmung meiner Rolle – oder Verantwortung – im Gemeinwesen angeleitet und befähigt hat, eben keine ‚Bildung‘.“

## Erhältliche Ausgaben
- Hartmut von Hentig: Bildung. Ein Essay. 5., aktualisierte Auflage. Beltz Verlagsgruppe, Weinheim 2004, ISBN 3-407-22158-4.